# Вислиценус, Герман

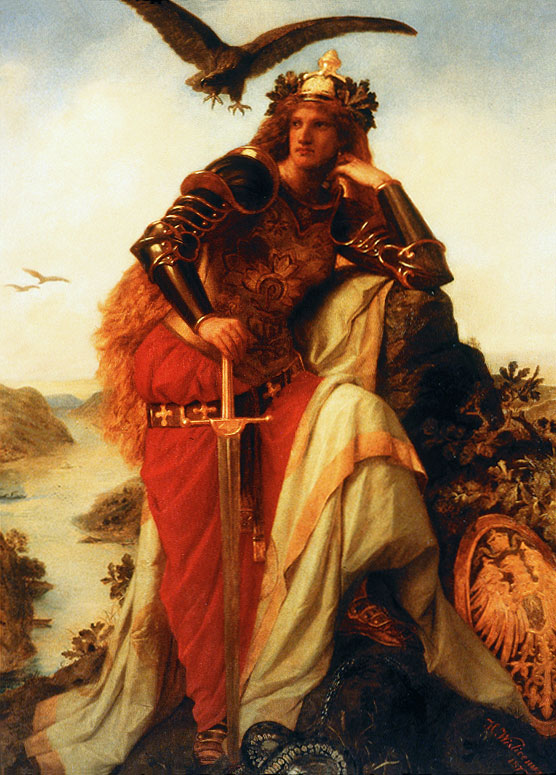
Аллегория «Германия на защите Рейна»

Герман Вислиценус (нем. Hermann Wislicenus; 20 сентября 1825, Эйзенах, Тюрингия — 25 апреля 1899, Гослар, Провинция Шлезвиг-Гольштейн) — немецкий живописец исторического жанра.

## Биография

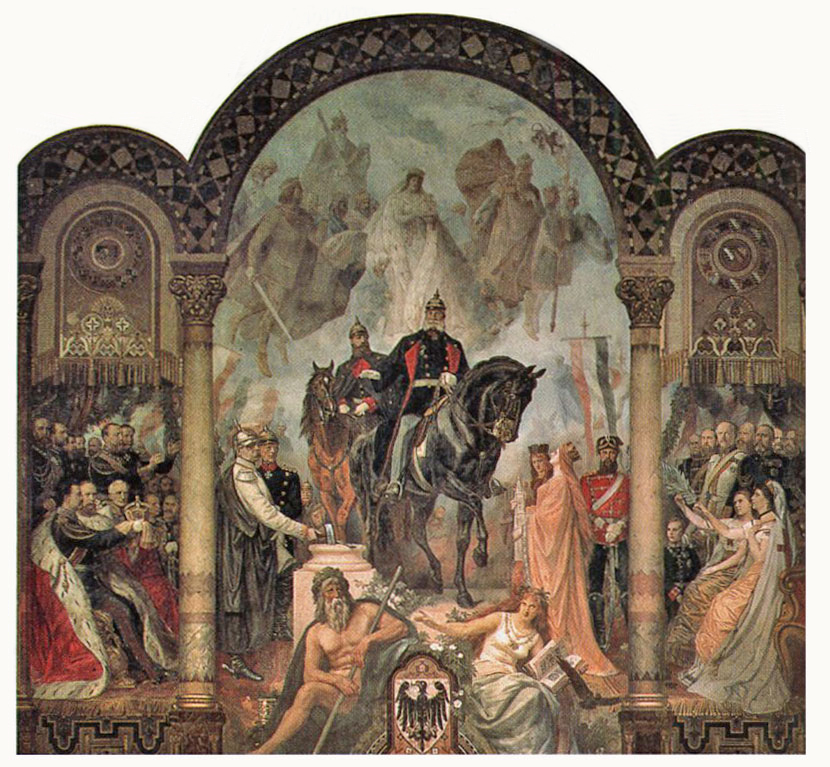
Апофеоз Германской империи

С 1844 года обучался в Дрезденской высшей школе изобразительных искусств под руководством Э. Бендемана и Ю. Шнорра фон Карольсфельда и проявил большой талант уже в первой своей картине «Изобилие и Нищета» (Дрезденская галерея).
В 1853 году последовал за П. фон Корнелиусом в Италию, где познакомился с искусством назарейцев. Проведя несколько лет в Риме, получил место профессора в Веймарском художественном училище, откуда в 1868 году перешёл на должность профессора исторической живописи в Дюссельдорфскую академию художеств, и с тех пор занимался преимущественно монументальною живописью, отличаясь в ней благородством стиля и изяществом колорита.
Известен, как представитель идеалистической и национальной прусской романтической концепции искусства.

## Избранные произведения

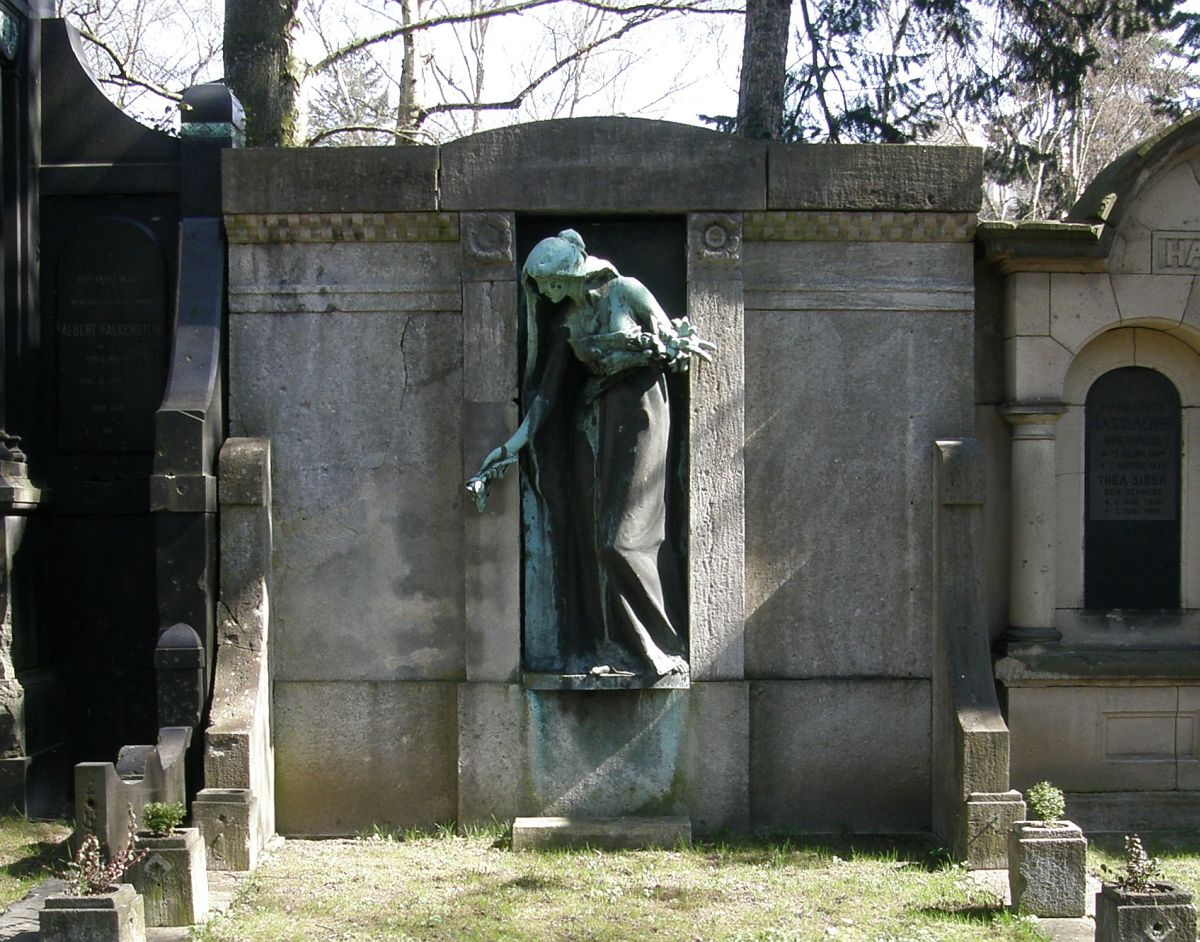
Гробница Вислиценуса на Вильмерсдорфском кладбище в Берлине

- «Борьба человека со стихиями» (Веймарский музей),
- «Времена года» или «Лорелея»,
- Настенная живопись в дворцовой церкви в Веймаре и на лестнице «Римского дома» в Лейпциге,
- «Четыре времени года» (в берлинской Национальной галерее)
- Знаменитые фрески в «Императорском пфальце» в Госларе, изображающие начало, развитие, упадок и возрождение Германской империи.